# 科尔多瓦大道

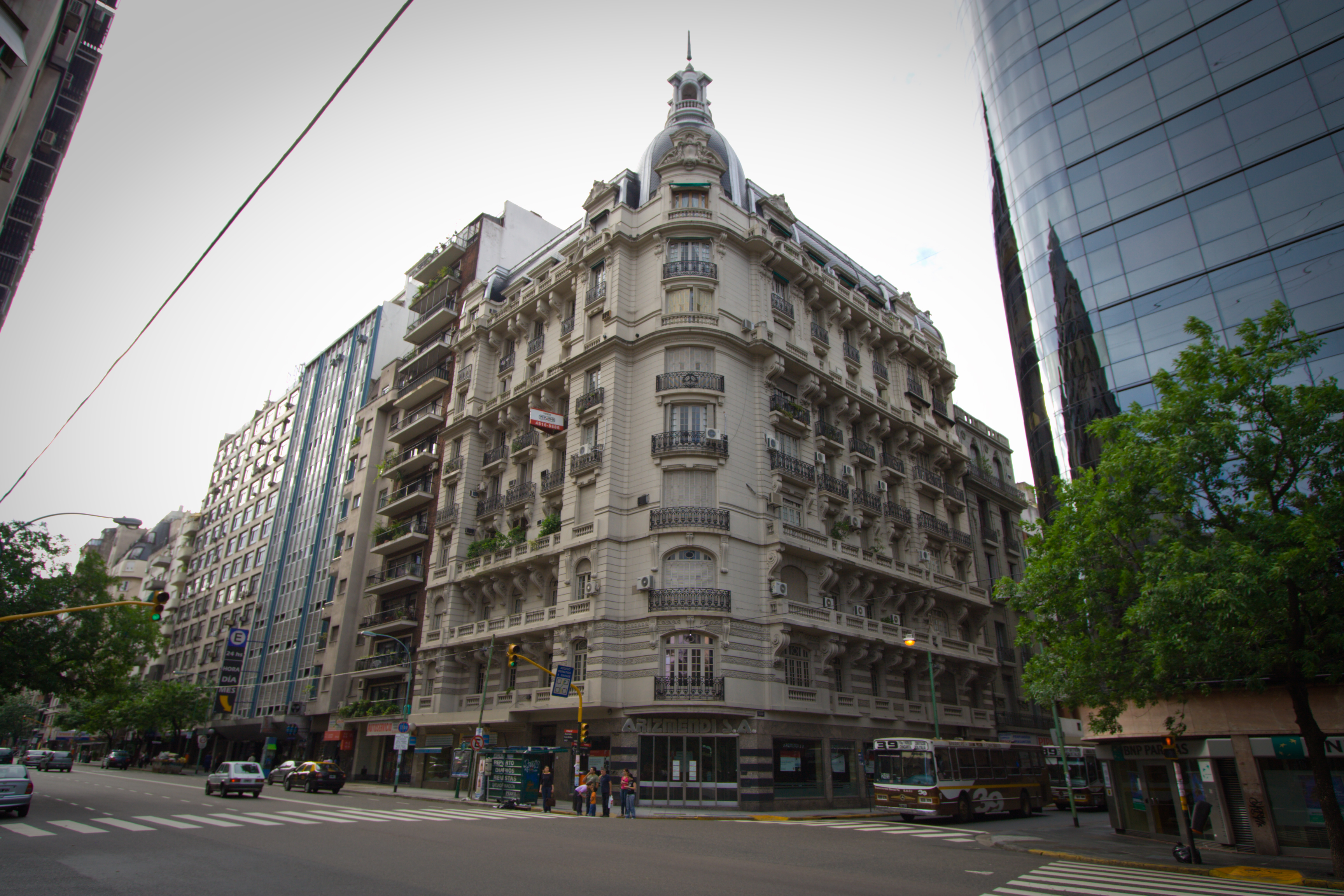
科尔多瓦大道

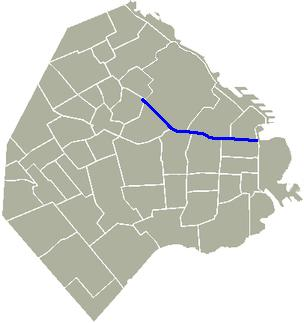
科尔多瓦大道的位置

科尔多瓦大道（西班牙語：Avenida Córdoba）是阿根廷首都布宜诺斯艾利斯的主要干道之一，东西走向。

## 历史
時任市长托卡图德·阿尔瓦尔受到奥斯曼男爵在巴黎进行的城市重建工作启发，制定了主要大道的总体规划。19世纪80年代，科尔多瓦大道被纳入规划并拓宽。20世纪30年代，布宜诺斯艾利斯地铁D線大致沿科尔多瓦大道修建。随着20世纪60年代汽车在阿根廷的普及，1967年的一项法令将这条大道改为单行道。。

## 分段
科尔多瓦大道东端始于爱德华多·马德罗大道。越过这一處，科尔多瓦大道进入布宜诺斯艾利斯市中心，沿着金融区的北端经过。微软公司的拉丁美洲总部于2000年开业，42层的阿拉斯大厦就位于这个角落，建于20世纪50年代初，由胡安·裴隆政府为阿根廷空軍建造，在1995年之前一直是阿根廷最高的建筑。经过莱安德罗·阿莱姆大道（该市的原始河岸线），这条大道大约爬升15米的斜坡。兰开斯特酒店位于斜坡的顶部，是作家格雷厄姆·格林在布宜诺斯艾利斯撰写著名的驚悚小说《名誉领事》时下榻的地方。

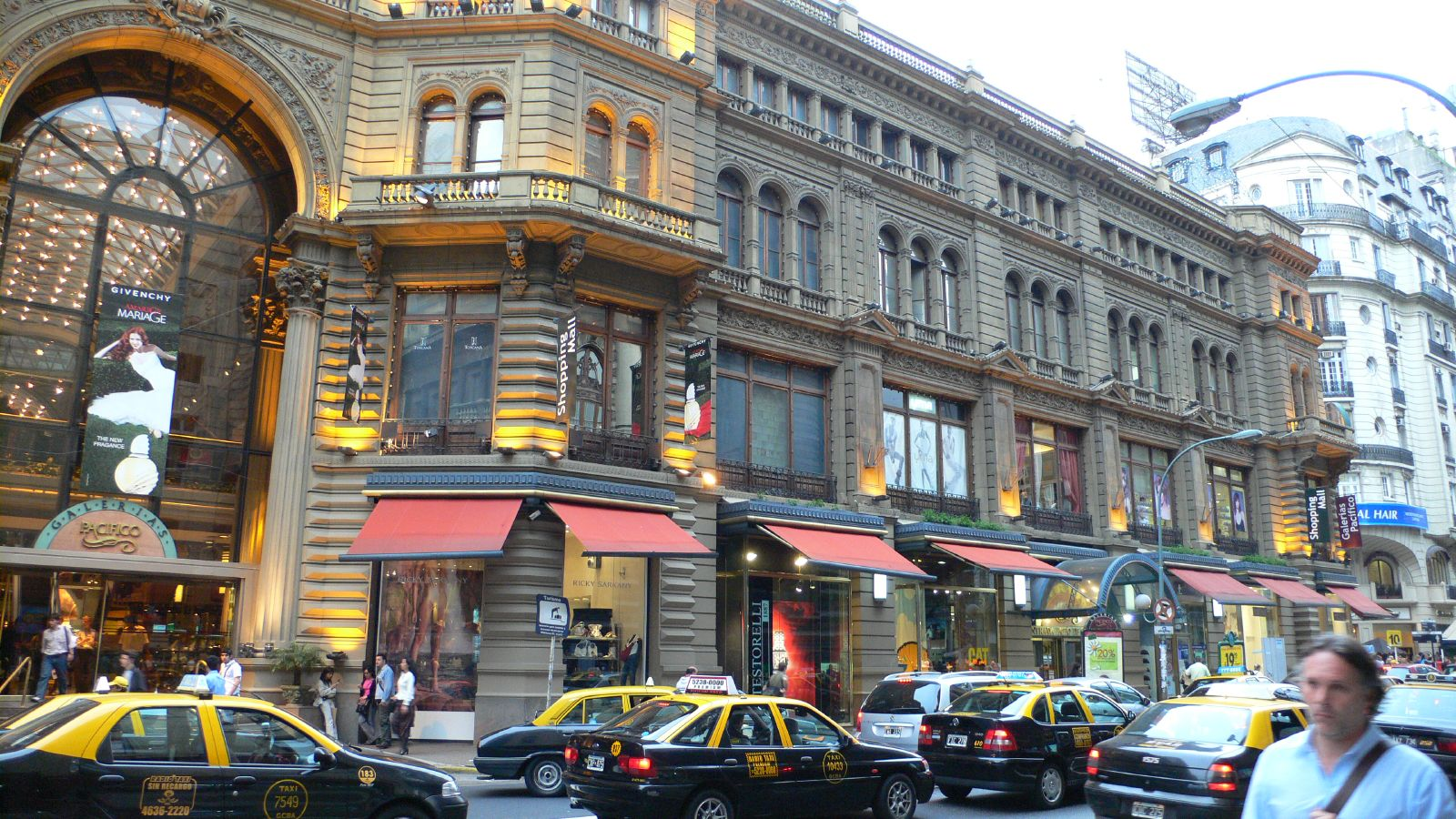
太平洋拱廊

科尔多瓦大道与步行街佛罗里达街的东南转角是著名的太平洋拱廊购物中心，是一座占据一整个街区的华丽建筑，建于1889年，是巴黎乐蓬马歇百货公司的分店。这座兼收并蓄的布杂艺术建筑与位于十字路口东北角的海军军官协会大楼相得益彰；与后一栋建筑相邻的是哈洛德百货公司，目前正在进行翻修。 作家豪尔赫·路易斯·博尔赫斯经常光顾附近的圣詹姆斯咖啡馆（马伊普街口），1950年代和1960年代在那里举办英国文学讲座。西边一个街区是折衷主义的本奇大厦，以其锥形的红色圆顶而闻名。布宜诺斯艾利斯的七月九日大道是世界上最宽的大道之一，在20世纪50年代向北延伸，越过科尔多瓦大道，两条大道的交叉点，因最初位于五月广场的两个喷泉而显得更加优雅。1964年，意大利汽车制造商菲亚特在該十字路口興建其阿根廷总部米拉菲奥里大厦。。
从七月九日大道向西，自由街街口，是拉瓦莱广场、塞万提斯剧院和自由街犹太会堂（拉丁美洲最大的犹太会堂）。再往西，大道经过流水宫, 这是一座建于1894年的华丽抽水站，建筑物外观的瓷砖本身吸引了许多人。新古典主义建筑萨恩斯佩尼亚师范学校就在大道对面。科尔多瓦大道是布宜诺斯艾利斯大学各学院的集中地。医学院及其临床医院与经济学院隔街相望，均位于新哥特式建筑国立音乐学院以东一个街区。进入历史悠久的布宜诺斯艾利斯犹太区，大道与巴斯德街的交叉口在阿根廷以色列互助协会以北一个街区，该协会最初的建筑在1994年恐怖袭击中被毁（阿根廷历史上最严重的一次）。

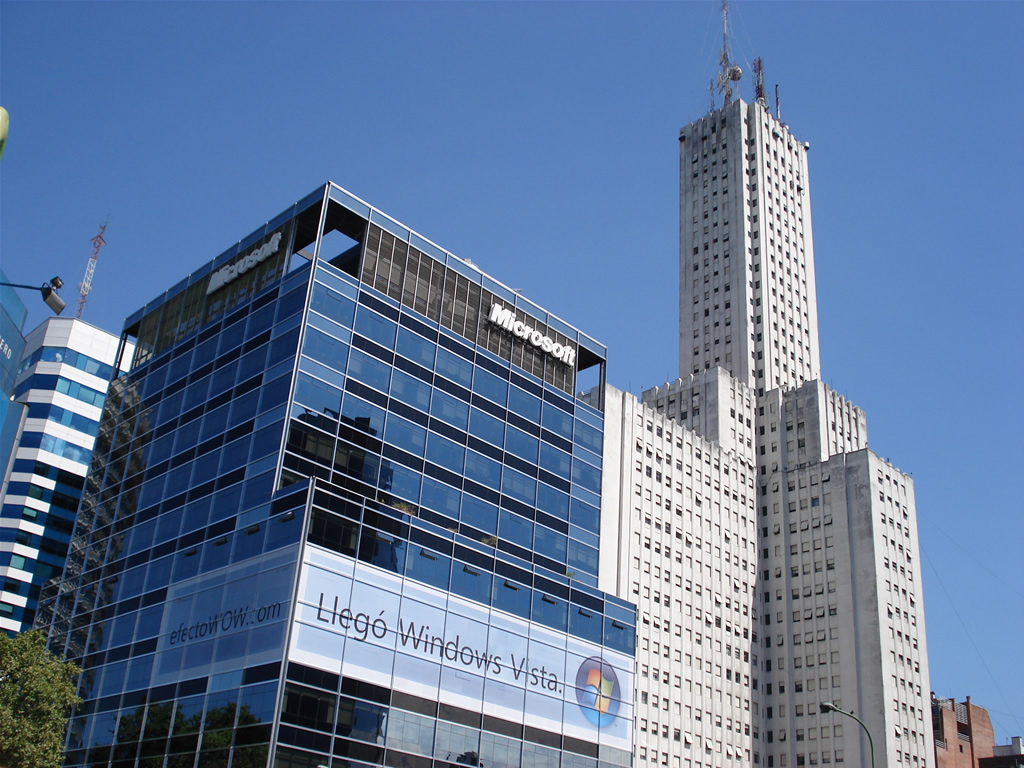
微软和阿拉斯大厦
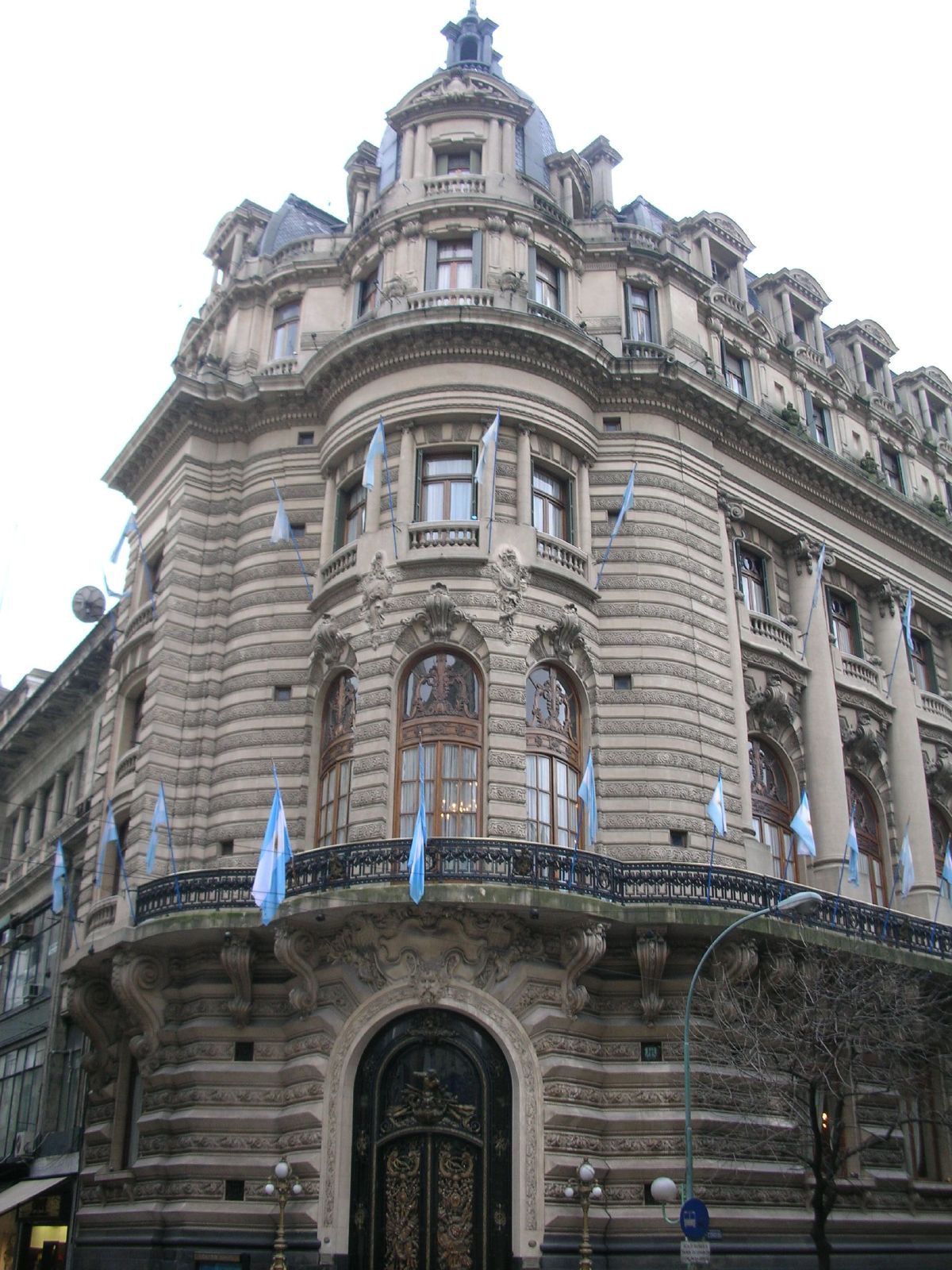
海军军官协会
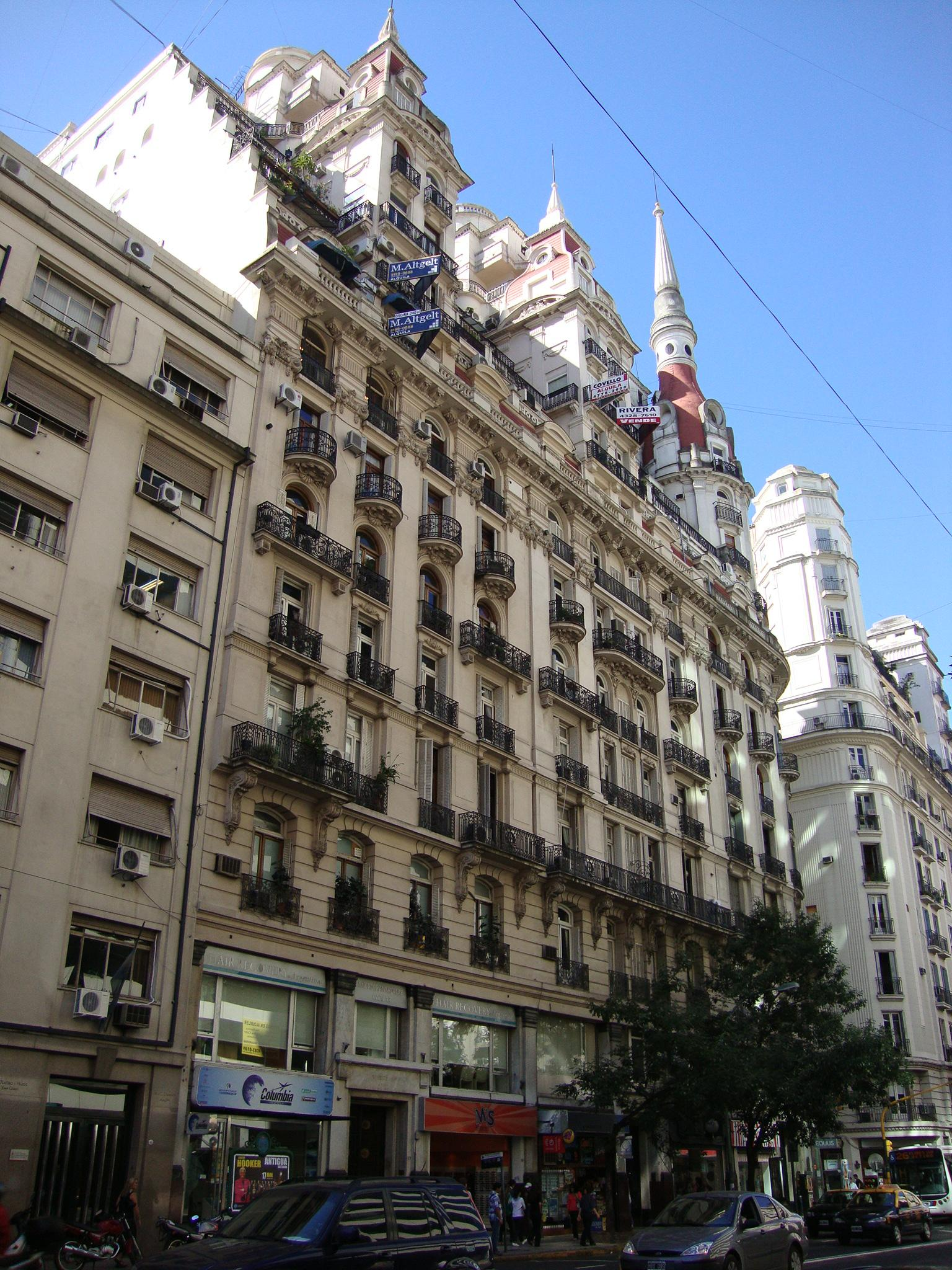
本奇大厦
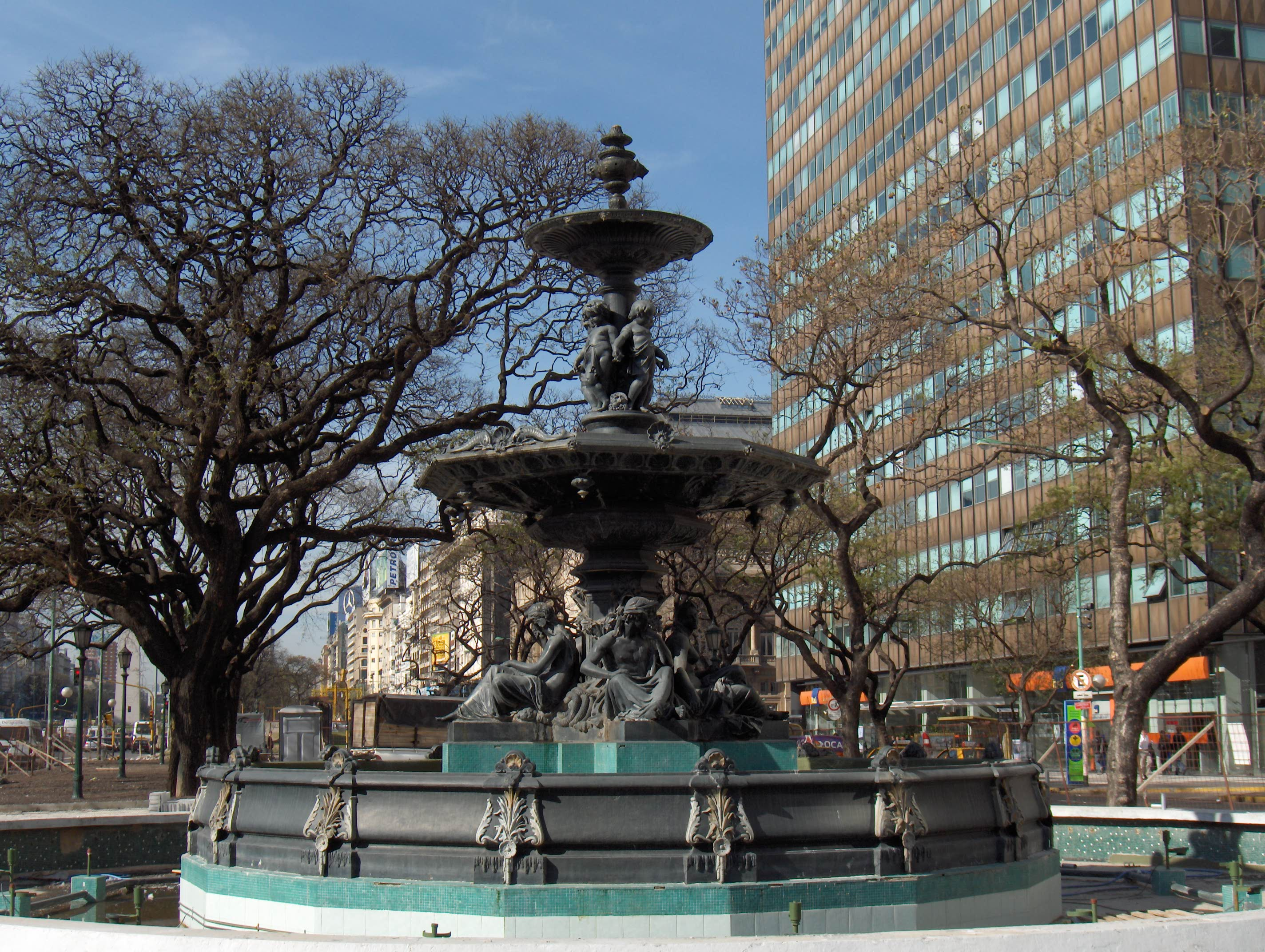
原菲亚特大厦与喷泉
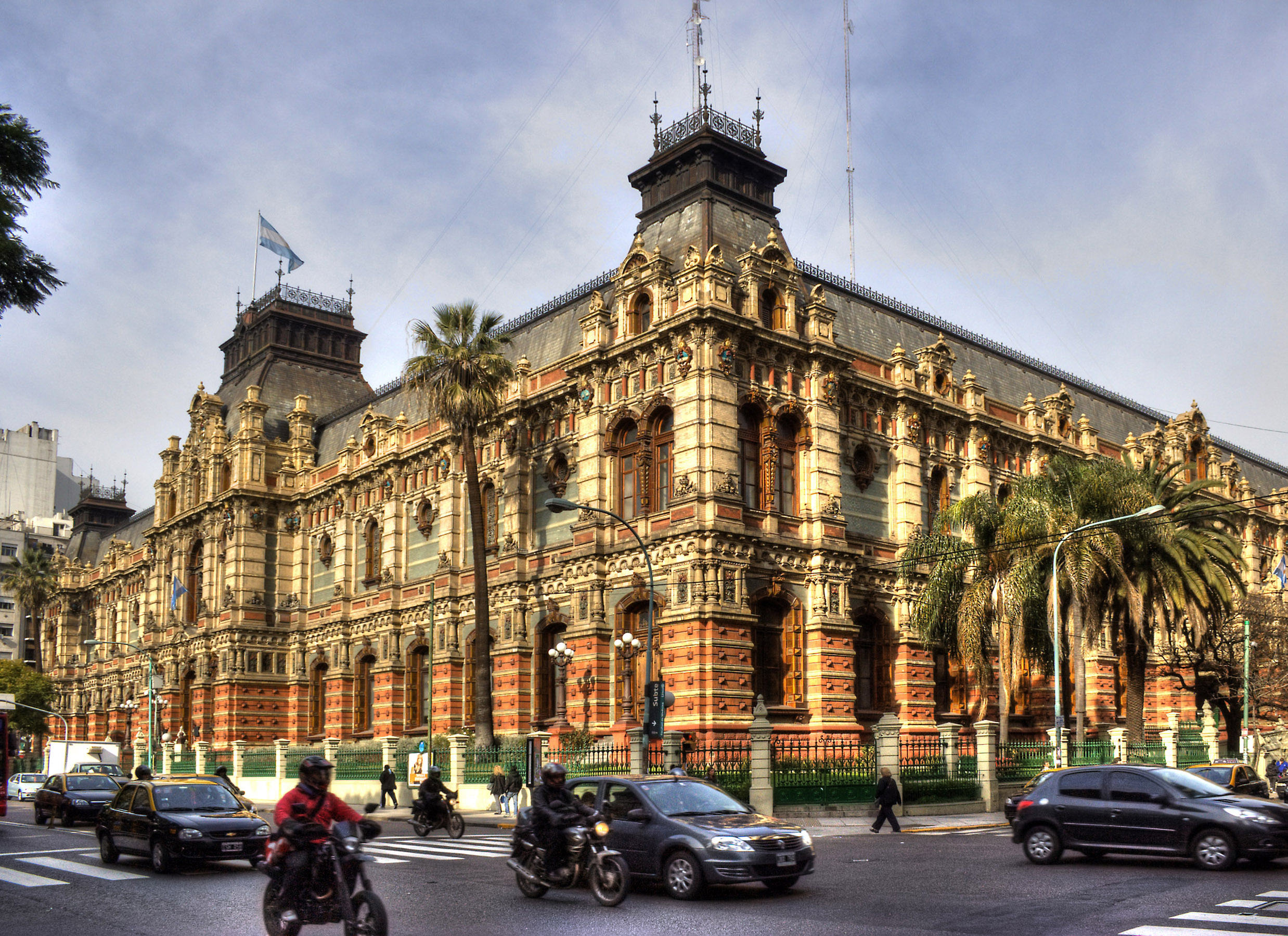
流水宫